# Singularity (album Jon Hopkins)
Singularity è il quinto album in studio del musicista britannico Jon Hopkins, pubblicato il 4 maggio 2018 dalla Domino Records.

## Descrizione
Composto in circa 18 mesi, Singularity è stato concepito dall'artista per essere un unico lungo brano piuttosto che una raccolta di singoli brani, cominciando e terminando con la medesima nota. L'idea di comporre un album con quel titolo è nata attorno al 2003, venendo messa in pratica da Hopkins soltanto a partire dal 2016 a seguito di alcune esperienze con la meditazione trascendentale e con altre da lui definite «psichedeliche»:

## Accoglienza
| Recensione    | Giudizio |
| ------------- | -------- |
| AllMusic      |          |
| musicOMH      |          |
| NME           |          |
| PopMatters    |          |
| The A.V. Club | A        |
| The Guardian  |          |

Singularity è venuto incontro a recensioni largamente positive: secondo quanto indicato Metacritic l'album ha una media di 84 su 100, che indica «consenso entusiastico». Le riviste NME e The Skinny hanno assegnato all'album il punteggio massimo, lodando le atmosfere dei nove brani e la capacità di catturare l'attenzione dell'ascoltatore dall'inizio alla fine.
Anche Ben Hogwood di musicOMH ha elogiato l'album, scrivendo che «fin dall'inizio questa è musica che spazza via l'ascoltatore, un massaggio sonoro che si prende cura dei capelli in piedi in cima alla testa e al tallone che prude per iniziare a muoversi sulla pista da ballo». AllMusic ha recensito positivamente l'album, trovandolo superiore al precedente Immunity, affermando «pieni di feedback sfilacciati, ritmi abilmente elaborati e delicate melodie al pianoforte, nonché occasionali voci affannate, questa volta sembra esserci una dose aggiuntiva di adrenalina e l'album sembra riflettere una ricerca spirituale più profonda, sia verso l'interno che verso l'esterno». Il confronto tra i due dischi è stato effettuato anche da Ben Murphy della rivista XLR8R, il quale ha scritto che la capacità dell'artista di «unire materiale emozionante con groove ipnotici e fisici appare senza sforzo. Singularity continua sulla stessa scia di Immunity, nonostante la sua profondità di sentimento sia maggiore e la forza ritmica più potente».
Damien Morris di The Guardian ha invece assegnato all'album un punteggio di 60 su 100, argomentando: «Troppo spesso, però, si desidera il basso violento e gli hi-hat della musica meno dance-cerebrale. Qui non c'è abbastanza cibo per il cervello o carburante per i piedi».

## Tracce
1. Singularity – 6:29
2. Emerald Rush – 5:36
3. Neon Pattern Drum – 6:07
4. Everything Connected – 10:30
5. Feel First Life – 5:33
6. C O S M – 7:08
7. Echo Dissolve – 3:21
8. Luminous Beings – 11:51
9. Recovery – 5:35

## Formazione
Musicisti
- Jon Hopkins – pianoforte, campionatore, programmazione
- Emma Smith – strumenti ad arco (tracce 1, 2, 4, 5 e 8)
- Leo Abrahams – chitarra (traccia 1), orchestrazione coro (traccia 5)
- Cherif Hashizume – programmazione aggiuntiva della batteria (tracce 1 e 3)
- Sasha Lewis – sound design e programmazione aggiuntivi (tracce 1-4)
- Lisa Elle – voce (traccia 2)
- Clark – programmazione aggiuntiva della batteria (traccia 2)
- Tim Exile – Reaktor patch design (traccia 3)
- Jon Thorne – contrabbasso (traccia 4)
- London Voices – coro (traccia 5)
- Terry Edwards – maestro del coro (traccia 5)
- Ben Parry – maestro del coro (traccia 5)
- Austin Tufts – batteria aggiuntiva (traccia 8)

Produzione
- Jon Hopkins – produzione, ingegneria del suono, missaggio
- Cherif Hashizume – missaggio, ingegneria del suono aggiuntiva, registrazione pianoforte (tracce 2 e 7)
- Rik Simpson – programmazione e missaggio aggiuntivi
- Mat Bartram – registrazione coro (traccia 5)
- Chris Parker – registrazione aggiuntiva del coro (traccia 5)

## Classifiche
| Classifica (2018)              | Posizione massima |
| ------------------------------ | ----------------- |
| Australia                      | 44                |
| Austria                        | 39                |
| Belgio (Fiandre)               | 11                |
| Belgio (Vallonia)              | 48                |
| Francia                        | 85                |
| Germania                       | 31                |
| Irlanda                        | 21                |
| Italia                         | 63                |
| Paesi Bassi                    | 49                |
| Regno Unito                    | 9                 |
| Regno Unito (dance)            | 1                 |
| Regno Unito (independent)      | 1                 |
| Stati Uniti (dance/electronic) | 11                |
| Stati Uniti (independent)      | 18                |
| Svizzera                       | 21                |